# Armin Wunderli
Armin Wunderli (* 20. Januar 1973 in Wil im Kanton St. Gallen) ist ein Schweizer freikirchlicher Theologe. Er unterrichtet als Professor an der Kirchlichen Pädagogischen Hochschule Wien/Krems und ist der erste Leiter des 2014 gegründeten Schulamts der Freikirchen in Österreich.

## Leben

### Jugend in der Schweiz
Armin Wunderli wuchs in Hosenruck im Kanton Thurgau auf und maturierte in Frauenfeld. Anschließend studierte er Theologie an der STH Basel. Danach absolvierte er eine Ausbildung zum Klavierlehrer beim Schweizerischen Musikpädagogischen Verband und erteilte gleichzeitig Religionsunterricht für die Evangelisch-reformierte Kirche Basel-Stadt und für die Reformierte Kirche Solothurn. Später (2016) promovierte er an der STH Basel im Fachbereich Religionspädagogik bei Armin Mauerhofer.

### 2003 nach Österreich
Im Jahr 2003 zog er nach Purkersdorf bei Wien und heiratete Sonja Zilka. Gemeinsam besuchen sie die Evangelikale Freikirche Purkersdorf, wo er einige Jahre in der Gemeindeleitung mitarbeitete. Bis zum Jahr 2014 war er selbständiger Klavierlehrer sowie Lehrer an der Evangelikalen Akademie in Wien.

### Schulamt und Pädagogische Hochschule in Wien
2014 wurde er Leiter des neu gegründeten Schulamts der Freikirchen; dieses ist österreichweit für den freikirchlichen Religionsunterricht an öffentlichen Schulen, für das Aus- und Umarbeiten der Lehrpläne, für die Aus- und Fortbildung der freikirchlichen Religionslehrer sowie für die freikirchlichen Privatschulen zuständig. Er war einer der Fachinspektoren für freikirchlichen Religionsunterricht von 2014 bis 2018 (insbesondere für Niederösterreich). 2014 wurde Wunderli Lehrbeauftragter an der KPH Wien/Krems, die ihn 2019 zum Professor berief. Für interreligiöse Tagungen wird er oft zur Darstellung der freikirchlichen Position herangezogen, etwa bei Tagungen der Katholisch–Theologischen Fakultät an der Universität Innsbruck.

### Kirchliche Anliegen
In seiner Dissertation Äußere oder innere Offenbarung? widmet sich Wunderli dem für Freikirchen wichtigen Thema der Bekehrung: Er greift eine von Rudolf Englert dargelegte Unterscheidung auf: Einerseits das „Anlagemodell“ (innere Offenbarung), wonach jeder Mensch das in ihm bereits Angelegte entfaltet (auch seine Beziehung zu Gott); andererseits das „Bekehrungsmodell“ (äußere Offenbarung), wonach jeder eine Umkehr zu Gott benötigt, und dabei eine „Offenbarung von außen“ braucht. Wunderli weist auf mögliche Risiken des Bekehrungsmodells selbstkritisch hin.
Ein Anliegen von Wunderli ist die Annäherung an andere Kirchen. Die freikirchlichen Bünde sind – abgesehen von den Baptisten – nicht im Ökumenischen Rat der Kirchen. Um dieses Thema (wieder) anzustoßen, gab Wunderli im Rahmen einer Lehrveranstaltung den Studierenden die Aufgabe, Leiter der Bünde nach den Gründen für ihre Distanz gegenüber dem ÖRK zu fragen, und wertete die Ergebnisse anschließend aus.
Dass Frauen predigen, wird in vielen Gemeinden abgelehnt. In seinem Buch „ihm gegenüber“ untersucht Wunderli die als Begründung einer solchen Ablehnung angeführten Texte des Neuen Testaments und kommt zum Ergebnis, dass diese Texte sich nicht eindeutig auslegen (und anwenden) lassen, weil wir die jeweiligen historischen Umstände zu wenig kennen.
Im Hinblick auf die Geschichte der Freikirchen unterstützt Wunderli eine offene Darlegung; deshalb setzte er sich für eine Auswertung der freikirchen-internen Protokolle für die Jahre bis 2013 ein.

## Veröffentlichungen

### Bücher
- Äußere und innere Offenbarung. Eine qualitative Untersuchung zur Wahl der Erziehungsziele kirchlicher Mitarbeiterinnen und Mitarbeiter. Peter Lang, Frankfurt a. M. 2016 (Dissertation)[7]
- Freikirchliche Religionspädagogik. Ein Entwurf. Verlag für Theologie und Religionswissenschaft, Nürnberg 2018
- „ihm gegenüber“. Gleichberechtigung in der Kirche und was die Bibel dazu (nicht) sagt. KSH.Digital, Wien 2020.
- Hg. mit Christine Mann: Die gesetzliche Anerkennung der „Freikirchen in Österreich“. Ein ökumenisches Gesamtkunstwerk (= Religion & Bildung, Bd. 6). LIT Verlag, Wien 2023.
- fromm und frei. Festschrift zur 200-Jahr-Feier der Freien Evangelischen Gemeinde Basel, KSH.Digital, Wien 2024.

### Schulbücher
- Wer hat eigentlich das Alte Testament geschrieben? Eine Einleitung in das Alte Testament. KSH.Digital, Wien, 2021 (für die Oberstufe)
- Wer hat eigentlich das Neue Testament geschrieben? Eine Einleitung in das Neue Testament. KSH.Digital, Wien 2019 (für die Oberstufe)
- Wie sind eigentlich die Freikirchen entstanden? Band 1 und 2, KSH.Digital, Wien, 2023 (für die Oberstufe)

### Aufsätze (Auswahl)
- Die Integration der nächsten Generation in die Gemeinde als religionspädagogische Aufgabe: Ein Vergleich verschiedener Konzepte in der Praktischen Theologie. In: Jahrbuch für Evangelikale Theologie 25 (2011). ISBN 978-3-417-26768-6. S. 191–210.
- Das Veränderungspotenzial der Bibel. Eine doppelte Typologie, in: Österreichisches Religionspädagogisches Forum 25 (2017) H. 2, S. 58–65.
- Zwischen Ausgrenzung und Dialog: Herausforderungen für die Freikirchen, in: Thomas Krobath/Doris Lindner/Edith Petschnigg (Hg.): Nun sag, wie hast du’s mit der religiösen Vielfalt? Zwischen Konflikt und Kompetenz in Kindergärten, Schulen und Jugendarbeit. Wien 2019, S. 481–491.
- Freikirchliches Schriftverständnis, in: Paul R. Tarmann (Hg.): Wort und Schrift. Christliche Perspektiven, Perchtoldsdorf 2020, S. 63–95.
- als Mitautor mit Alfred Garcia Sobreira-Majer, Yeliz Luczensky, Pavel Mikluscak, und Vehid Podojak: Begegnung ermöglichen. Ein Modell für interreligiöses Lernen in der Lehrerinnen- und Lehrerausbildung, in: Forum Exegese und Hochschuldidaktik 5 (2021) H. 1, S. 39–67.
- mit Paul R. Tarmann, Dilek Bozkaya, Werner Hemsing: Erfahrungen freikirchlicher Religionslehrkräfte mit der interkonfessionellen und interreligiösen Zusammenarbeit. „Uns unterscheidet einfach zu viel“, in: Österreichisches Religionspädagogisches Forum 29 (2021) H. 2, S. 193–209.

### Beiträge bei interreligiösen Tagungen an der Universität Innsbruck
- Kritische Anfragen und Erwartungen an den Religionsunterricht aus Sicht der Freikirchen in Österreich, in: Johann Bair, Wilhelm Rees (Hg.): Religionsunterricht in der öffentlichen Schule im ökumenischen und interreligiösen Dialog. Innsbruck university press, Innsbruck 2017, S. 139–146
- Fundamentalismus und freikirchliches Schriftverständnis, in: Johannes Bair, Wilhelm Rees (Hg.): Fundamentalismus in Österreich, Innsbruck university press, Innsbruck 2019, S. 127–147.
- Mögliche Beiträge der Freikirchen im interkonfesssionellen und interreligiösen Dialog, in: Johann Bair, Wilhelm Rees (Hg.): Leistungen der Kirchen und Religionsgemeinschaften in Österreich für Staat und Gesellschaft. Innsbruck university press, Innsbruck 2020,S. 137–149.

### Youtube-Video
- Die verschollene Originalversion der Bibel (IGW-Talks 2021)